# Alcyonium bosphorense
Alcyonium bosphorense is een zachte koraalsoort uit de familie Alcyoniidae. De koraalsoort komt uit het geslacht Alcyonium. Alcyonium bosphorense werd in 1961 voor het eerst wetenschappelijk beschreven door Tixier-Durivault. 